# 아마틀

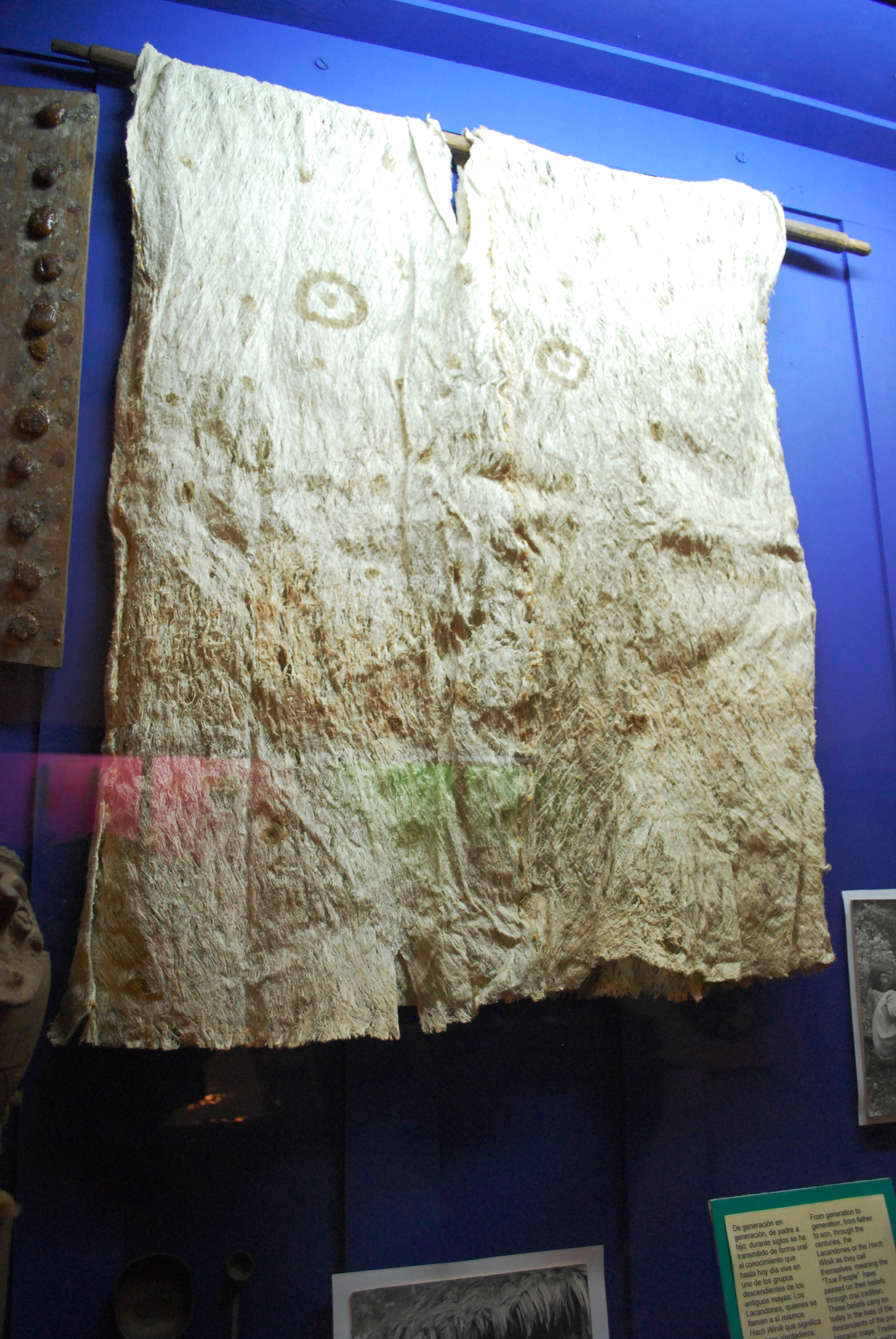

아마틀(나와틀어: āmatl [ˈaːmat͡ɬ])은 콜럼버스 이전 시대부터 멕시코 지역에서 생산되던 목피지다. 주로 책을 만드는 데 사용되었다.